# النساء في مناصب السلطة
النساء في مناصب السلطة، يقصد بالنساء في مناصب السلطة توليهن لمهنة تمكنهن من السلطة والتأثير في عملهم والشعور بالمسؤولية تجاهه، تاريخياً كانت السلطة تعطى وتمنح بين الأجناس بتفاوت، وكانت السلطة وتولّي المناصب فيها غالباً ماترتبط بالرجال دون النساء، ومع زيادة المساواة بين الجنسين والسياسة والإصلاح الاجتماعي فإن النساء أصبحن يتولين مناصب سلطة كثيرة. للوجود المنتظم للنساء في النظم الاجتماعية أهميةٌ كبيرة في نجاح تلك النظم وبقائها لمدة أطول، إضافة إلى ذلك أظهرت دراسة "أن غياب النساء ليست علامة على سلبيات النظام أو تهميش لهن ولكن اسثناء النساء من تولي بعض المناصب قد يفاقم مشكلة الصورة النمطية بين الجنسين ويعيق من الوصول إلى المساواة فيما بينهم.

## مناصب السلطة
يرمز للسلطة المهنية بأنها السلطة على زملاء العمل في المجال المهني، وتمارس السلطة في أية ظروف سواء كانت في منظور صغير أو مجموعات ومنتديات غير رسمية أو ممارسة رؤساء الولايات أو رؤساء التنفيذين لشركات ما، وهناك بعض الأماكن الرسمية التي تمارس فيها السلطة مثل الحكومة والصناعة والتجارة ومجال العلوم الطبيعية والأكاديمية ووسائل الاعلام وغيرها من القطاعات الأخرى.

## عامل الجنس
هناك ترابط وطيد بين الجنس وتولي مناصب السلطة، وكما أشارت دراسة أن " اختلافات تولي المناصب في السلطة غالبا مرتبطة باختلاف تصرفات الجنسين وهذا هو المكون للمجتمع إذاً السلطة والجنس عنصران غير مستقلان، وعلى هذا النحو فإن الجنس يرتبط بالسلطة بطرق مختلفة وذلك يعتمد على السلطة المطلوبة والمستخدمة، تلخص مقالة في صحيفة 1988 العلاقة بين الجنس والسلطة: " وقد دعم التاريخ والثقافة فكرة أن المرأة والرجل يختلفان في الدافعية للسلطة، وكانت المرأة في تاريخ الغرب أقل حظاً في تولي مناصب السلطة بجميع أشكالها بعكس الرجل، ويعتقد كثيراً من الناس بأن الرجال يستمتعون بالسلطة وتولي المناصب بعكس النساء اللاتي لايفضلن السلطة، كما أن هناك سباً آخر لتولي الرجال مناصب السلطة وهو أن الرجال يختلفون عن النساء في تأسيس السلطة والمحافظة عليها والتعبير عنها، بالجهة المقابلة هناك دراسات أخرى أظهرت أن مشاركة المرأة في تولي مناصب الرئاسة قلل من الفساد وذلك لأن" النساء أقل تورطا بتعاطي الرشوة كما أنهنّ لا يتغاضين عن عمليات أخذ الرشوة، ووجدت دراسة أجريت عن الجنس والفساد عام 2000م أن الفساد أصبح أقل حدة عبر البلاد وذلك بعد تولّي النساء مناصب كثيرة في المقاعد البرلمانية ومناصب أخرى رفيعة في الحكومة البيروقراطية وأصبحن النساء يشكلن عدداً أكبر من الأيدي العاملة.

## عوامل أخرى
بالإضافة إلى أن عامل الجنس يشكّل دوراً في توزيع المناصب في السلطة فإن هناك عوامل أخرى تلعب دوراً مهماً وتحدد من سيتولى زمام الأمور، ومنها العرق والطبقة والجنس والعمر وغيرها من العوامل بل إن هذه العوامل لها دورا كبيرا جداً خاصة عندما يكون الثنائيين من جنسين مختلفين، وجد بحث أعدته الجمعية الوطنية للأخصائيين الاجتماعيين " أن العنصرية والتمييز على أساس الجنس يعدّان عبئان مزدوجان يؤثران سلباً على الصحة العقلية لكلا الجنسين ويقللان من فرص توليهم لمناصب السلطة، وإضافة لدراسة أخرى "إنه في حال احتوى نظام العمل على نساء فإنه غالبا ما سيحتوي على نساء من فئة الأقليات المحرومة".

## الأدوار التقليدية والصور النمطية للنساء
الأدوار التقليدية للرجال والنساء حكمت على النساء بالبقاء في المنزل بالدرجة الأولى وأتى هذا الدور التقليدي الذي يتطلب تشجيع وعناية الآخرين من مصادر متعددة وترتب على ذلك انخفاض قيمة العمل التي تعمله النساء وانخفاض قدرتها على العمل خارج المنزل وأدى اقتران نظرة المجتمع للنساء على أن دورهن هو العناية بالمنزل وبأفراد الأسرة، وقلة دعم الرجال لهن وعدم مساعدتهن بأمور المنزل إلى توقع المجتمع بأن مسؤولية المرأة هي تدبير المنزل غير أن ذلك لعب دورا كبيرا في التحيز ضد المرأة. كما قد حكمت بعض النظرات التقليدية على النساء بالعمل بمهن معينة، كما أن نظرة المجتمع للنساء امتدت من العناية بأفراد أسرتها إلى العناية بأفراد الأسرالأخرى فقد عرف عن النساء أنهن يهتممن بكل شئ من حولهن إلا أنهن غالبا مايكونون وحدة تابعة تحت توجيه رئيس عادة ما يكون رجل، ومثالاً على بعض المهن التي غلبت فيها الإناث إلى حد كبير هي مهنة التمريض فكانت نسبة الممرضات في الألفينات 95% ولكن كان للأطباء المسؤولية والسلطة بعلاقة الأطباء مع الممرضات.
ومن الصور النمطية التقليدية للنساء هي كون النساء أكثر عاطفية وأنهن لايتمتعن بالعقلانية مقارنة بالرجل فلذلك النساء غير ملائمات لتولي أعمالا هامة، وعلى الرغم من تلك الصورة وأنه هناك معايير اساسية لتكونها إلاّ أنها غير عالمية وغير محددة بإحصائيات دقيقة. ووجدت دراسة استقصائية اعدت في جنوب أفريقيا «أكثر من30% ... من الآراء تقتضي بأن عاطفة النساء قوية جدا بحيث لن تمكنهن من تولي مناصب قيادية عالية المستوى»، ولكن من الواضح أن الصور النمطية تجاه النساء مستمرة كما أن تأثيرها ساري حتى هذه اللحظة.
كما أن هناك دراسات أظهرت أنه" على الرغم من الأفكار النمطية تجاه قدرات النساء إلاّ أنه بإمكانهن تولي مناصب قيادية وأن أدائهن سيكون جيدا بدرجة عالية وهذه الدراسة لإعلام الناس عن مفهومهم حول القيادات النسائية.

## الحكومة
لمزيد من المعلومات: نساء في الحكومة
لسنوات عديدة وفي معظم مناطق العالم لم يكن يسمح للنساء بالدخول إلى عالم السياسة وتبعاً لذلك فإنها لا تتولى مناصب عالية في الحكومة وحتى في بداية التسعينات كان عالم السياسة عالما يختص فقط بالرجال، ولكن مع الحركات النسوية وأحداث تغيير الثقافة مثل الحرب العالمية الثانية، ازدادت تدريجيا حقوق النساء كما أنهن أصبحن يتولين مناصبا في السياسة، وهناك العديد من العوامل التي تحدد درجة مشاركة الأنثى في الحكومات حول العالم، ووجدت دراسة أجريت عام 1999بعضا من تلك العوامل: "هيكلة النظام الانتخابي وحكومة حزب اليسار وتوقيت حق تصويت النساء ومشاركة النساء في المهن الاحترافية والسلوك والنظرة الثقافية نحو النساء في عالم السياسة كل ذلك يلعب دورا في تحديد درجة التباين لعدم المساواة بين الجنسين في حال التمثيل السياسي حول العالم، كما أن هناك المزيد من العوامل التي تلعب دورا هاما في مشاركة الأنثى في الحكومة وذلك تبعا لدراسة أجريت عام 2005منها المسؤولية المقصورة لحزبٍ ما وهي توفر منصب واحد لمرشحة واحدة من الإناث، وفي وقتنا الحالي لايوجد في السلطة التشريعية الوطنية لأي دولة في العالم بنسبة 50% أو أعلى من مشاركات النساء في الحكومة بينما 73% من الدول لديها أقل من 20% مشاركة للأنثى في الحكومات. هناك مستويات عديدة لتولي مناصب السلطة في الحكومة فيوجد من المستوى المحلي حتى المستوى الوطني ووفقا لذلك فإن هناك درجات مختلفة لاشتراك النساء في هذه المستويات وعلى سبيل المثال وجدت دراسات في الهند أن "العضوية واسعة النطاق للنساء في المجالس المحلية أكثر فعالية في ممارسة التأثير حيال معدلات الجريمة بعكس تواجدهن في مناصب قيادية عالية المكانة على أية حال من المهم تواجد النساء في الحكومة بجميع مستوياتها لضمان تمثيلها وبالإضافة إلى تشريع مصالح النساء فيها.

### حق التصويت
قديما وفي كل الدول كن النساء محرومات من ممارسة قوة السياسة حتى ضمن لهن حق التصويت، ولكن بعد ضمان ذلك الحق تطلب الأمر عقود حتى توجهت النساء إلى صناديق الاقتراع بعدد يساوي عدد نظيرهن من الرجال، وفي وقتنا الحاضر وجدت الاحصائيات أن النساء في الولايات المتحدة أكثر رغبة في التصويت من الرجال وهذا ما حدث في بعض الدول مثل الدول الاسكندنافية بينما حصل العكس في دول أخرى مثل الهند وهي كثرة أصوات الرجال عن النساء، وتعدالدول الاسكندنافية من الدول التي لديها نسبة تمثيل نسوي كبير في مناصب الحكومة، ويعد استخدام حق التصويت من الأمور التي تشعر النساء بقوتهن وتأثيرهن في النظم السياسية.
وفي وقتنا المعاصر ومع وجود نظام السلطة التشريعية أصبحن النساء يتمتعن بحرية التصويت في الانتخابات غير أن النساء في المملكة العربية السعودية لايملكن ذلك الحق، وأكدت دراسة أجريت عام 2006 "مع أن النساء في معظم دول العالم لهن الحق القانوني بالتصويت والترشح للرئاسة إلا أنه ظلت العوائق الثقافية لاستخدام النساء لحقوقهن السياسية ومنع الأهالي لهن بالإضافة إلى الأمية وعدم التعلم حاجزا يمنعهن من ممارسة حقهن السياسي.

### نظام الحصص
وقد وضعت العديد من الدول نظام حصص والذي يقتضي بوجود عدد أدنى من النساء في الحكومات لشغل مناصب انتخابية، عموما عمل نظام الحصص كالمسار السريع وذلك لمواكبة دمج تمثيل النساء في النظم الحكومية. وتقدمت العديد من الدول ومن ضمنها رواندا والتي أسست نظم حصص ناجحة على كثيرا من الدول الممثلة للجنسين ولكن مايزال هناك بعض العيوب في النظام كما أن هناك بعض التناقضات حول إذا ماكان التمثيل فعّالا أم لا، كما وجدت بعض الدراسات أن السياسة الفعلية قد تتغير وتصبح محدودة . المنظمات الدولية
وضعت الهيئات الدولية ومنها هيئة الأمم المتحدة أهدافا لتمثيل النساء في الهيئات الرئاسية، وقد وصّت هذه الهيئات بنسبة 30% من المقاعد الانتخابية للتمثيل النسائي في الهيئات الرئاسية وذلك كحد حاسم ضروري للحصول على سياسة فعالة، في حين أن هذه الهيئات تعزز تمكين الأنثى بمعايير متعددة إلا أنها تفتقر إلى التمثيل النسبي بين الجنسين، على سبيل المثال يوجد لائحة حديثة في وبكيبيديا بعدد الممثلين الدائمين للأمم المتحدة والتي تشمل 192 ممثلاً، فقط 32 منهم نساء أي مايعادل 16.67% بالكاد تصل هذه النسبة إلى نصف النسبة الموصى بها للتمثيل النسوي في الهيئات الرئاسية بالإضافة إلى أن هناك 32 دولة تمثيلها نسوي، يوجد فقط ثلاثة من تلك الدول تمثلها النساء بنسب ضئيلة وهي الولايات المتحدة وسنغافورة ولوكسمبورغ حيث أنها تعتبرمن الدول الأساسية.

## مثال على النجاح
وفقا لمركز بيو للأبحاث وبعد بحث مكثف وُجد أن الحاجز الأساسي لعدم تقدم النساء في أعمالهن المهنية أو عدم اعتبارهن منافسين لمناصب عالية في الشركات هو عملهن الأساسي كأمهات وأن ذلك من شأنه عرقلة أعمالهن المهنية وجعله صعبا عليهن، ويضيف فوربز بعضا من السيناريوهات التي توضح حتى ولو كنّ النساء يعملن دواما كاملا إلا أنهن المسؤولات في المقام الأول عن مشاكل الأسرة بدلا عن الرجل ويشير ديفيد وايت عن الرجال خلال فترة الستينات «أن المرأة هي المزود الوحيد للعائلة والتي تعطي للرجل قدرا كبيرا من السلطة في المنزل كما أنهن يساهمن باحساس الرجل بتفوقه الذكوري.»